# Højgradssystem
 Der er for få eller ingen kildehenvisninger i denne artikel, hvilket er et problem. Du kan hjælpe ved at angive troværdige kilder til de påstande, som fremføres i artiklen.

Inden for frimureri er højgrader betegnelsen for grader over eller ved siden af tredje grad. Højgradssystemer kan defineres som samlinger af ritualer, der gives til frimurere i en forud defineret rækkefølge. 
Populært siges det, at der oprindelig var tre frimurergrader, men frimurerhistorikere kan påvise, at tidlige loger opererede med de to grader "Entred Apprentice" (antaget frimurerlærling) og "Fellow Craft" (medbroder). Tredje grad var ikke almindelig anerkendt blandt frimurerloger før ca. 1730.
Højgrader blev udbredt fra franske loger fra ca. 1735 og frem.
Højgradssystemerne kan være meget omfattende:
- Memphis & Mizraim – 90 grader.
- Ancient and Accepted Schottish Rite – 33 grader.
- Det svenske system – 11 grader.